# Charles de La Fosse
Charles de La Fosse (Lafosse) (ur. 15 czerwca 1636 w Paryżu, 13 grudnia 1716 tamże) – francuski malarz barokowy, uczeń Charles'a Le Bruna.

## Życiorys
Naukę rozpoczął u Le Bruna, by następnie w latach 1658-1663 kontynuować studia we Włoszech w trakcie pobytu w Rzymie, Parmie i Wenecji. Po powrocie, wraz z innymi uczniami i współpracownikami Le Bruna, uczestniczył w pracach dekoracyjnych pałacu w Wersalu, także w Tuileriach i Luwrze.
W 1673 został członkiem Académie Royale de Peinture et de Sculpture, będąc od 1682 jej profesorem, a w 1696 otrzymał tytuł malarza królewskiego. W latach 1684 i 1689-1692 podróżował do Londynu, gdzie pracował przy dekoracjach malarskich pałacu lorda Montagu. W tym czasie tworzył też obrazy religijne i dekoracje obiektów sakralnych w Paryżu i Wersalu. Pod koniec życia utrzymywał przyjacielskie stosunki z kolekcjonerem Crozatem (markizem de Tugny), będącym mecenasem młodego Antoine’a Watteau.

## Twórczość
Zajmował się głównie malowidłami ściennymi o tematyce mitologicznej i religijnej. Malował również obrazy i projektował kartony dla królewskiej Manufacture des Gobelins. W swej twórczości o cechach eklektyzmu łączył wpływy malarstwa weneckiego i warsztatu twórczego takich mistrzów, jak Rubens i Antoon van Dyck.